# Crosslauf-Afrikameisterschaften 2011
Die 1. Crosslauf-Afrikameisterschaften wurden am 6. März 2011 im Western Province Cricket Club in Kapstadt ausgetragen. Veranstalter war die Confédération Africaine d’Athlétisme. Eine Vorläuferveranstaltung hatte einmalig 1985 in Nairobi stattgefunden.
Insgesamt fanden im Rahmen der Veranstaltung vier Rennen statt, jeweils eines für Männer und Frauen sowie Junioren und Juniorinnen (Altersklasse U20). Die Distanzen betrugen 12 Kilometer für die Männer, 8 Kilometer für die Frauen und Junioren und 6 Kilometer für die Juniorinnen. Sämtliche Medaillen gingen an kenianische Athleten. In den beiden Juniorenrennen belegten Kenianer sogar die sechs ersten Plätze. Dabei hatte der kenianische Leichtathletik-Verband seine vermeintlich stärksten Athleten stattdessen zur zwei Wochen später stattfindenden Crosslauf-Weltmeisterschaften in Punta Umbría entsandt. Die stark eingeschätzte äthiopische Mannschaft verpasste die Wettkämpfe, weil benötigte Einreisevisa nicht rechtzeitig ausgestellt werden konnten. Insgesamt traten 128 Athleten aus 17 Ländern an.

## Ergebnisse

### Männer (12 km)

#### Einzelwertung
| Platz | Athlet              | Land | Zeit (min) |
| ----- | ------------------- | ---- | ---------- |
| 1     | John Nzau Mwangangi | KEN  | 35:31      |
| 2     | Stephen Kiprotich   | KEN  | 35:34      |
| 3     | Henry Chirchir      | KEN  | 35:35      |
| 4     | Philip Kiprono      | KEN  | 35:39      |
| 5     | Tsosane Kgosi       | RSA  | 35:59      |
| 6     | Stephen Mokoka      | RSA  | 36:49      |
| 7     | Tony Wamulwa        | ZAM  | 36:56      |
| 8     | Lungiswa Mdedelwa   | RSA  | 37:04      |

Von 45 gemeldeten Athleten gingen 39 an den Start und erreichten 34 das Ziel.

### Frauen (8 km)

#### Einzelwertung
| Platz | Athletin                   | Land | Zeit (min) |
| ----- | -------------------------- | ---- | ---------- |
| 1     | Mercy Cherono              | KEN  | 27:13      |
| 2     | Viola Jelagat Kibiwot      | KEN  | 27:14      |
| 3     | Doris Chepkwemoi Changeywo | KEN  | 27:22      |
| 4     | Pauline Njeri Kahenya      | KEN  | 27:23      |
| 5     | Iness Chepkesis Chenonge   | KEN  | 27:43      |
| 6     | Btissam Lakhouad           | MAR  | 28:29      |
| 7     | Sahli Bouchra              | MAR  | 28:34      |
| 8     | Annet Negesa               | UGA  | 28:37      |

Von 32 gemeldeten Athletinnen gingen 27 an den Start, die alle das Ziel erreichten.

### Junioren (8 km)

#### Einzelwertung
| Platz | Athlet                     | Land | Zeit (min) |
| ----- | -------------------------- | ---- | ---------- |
| 1     | Japhet Kipyegon Korir      | KEN  | 23:03      |
| 2     | Patrick Muendo Mwaka       | KEN  | 23:04      |
| 3     | Nicholas Kipchirchir Togom | KEN  | 23:18      |

Von 38 gemeldeten Athleten gingen 34 an den Start, die alle das Ziel erreichten.

### Juniorinnen (6 km)

#### Einzelwertung
| Platz | Athletin                    | Land | Zeit (min) |
| ----- | --------------------------- | ---- | ---------- |
| 1     | Caroline Chepkoech Kipkirui | KEN  | 19:59      |
| 2     | Mary Munanu                 | KEN  | 20:00      |
| 3     | Zipporah Wanjiru            | KEN  | 20:05      |

Von 32 gemeldeten Athletinnen gingen 28 an den Start und erreichten 27 das Ziel.